# Mikóháza, Borsod-Abaúj-Zemplén
Mikóháza este un sat în districtul Sátoraljaújhely, județul Borsod-Abaúj-Zemplén, Ungaria, având o populație de 598 de locuitori (2011). 

## Demografie
Componența etnică a satului Mikóháza
     Maghiari (82,96%)
     Slovaci (9,12%)
     Ruteni (3,44%)
     Romi (2,41%)
     Bulgari (1,2%)
     Necunoscut (0,86%)
     Alții (0,86%)
Componența confesională a satului Mikóháza
     Romano-catolici (38,46%)
     Greco-catolici (18,73%)
     Reformați (17,39%)
     Fără religie (2,84%)
     Necunoscută (22,07%)
     Atei (0,5%)
     Alte religii (0,84%)
Conform recensământului din 2011, satul Mikóháza avea 598 de locuitori. Din punct de vedere etnic, majoritatea locuitorilor (82,96%) erau maghiari, existând și minorități de slovaci (9,12%), ruteni (3,44%), romi (2,41%) și bulgari (1,2%). Apartenența etnică nu este cunoscută în cazul a 0,86% din locuitori. Nu există o religie majoritară, locuitorii fiind romano-catolici (38,46%), greco-catolici (18,73%), reformați (17,39%) și persoane fără religie (2,84%). Pentru 22,07% din locuitori nu este cunoscută apartenența confesională.